# Fritz Leibundgut
Fritz Leibundgut – szwajcarski strzelec, mistrz świata.
Był zawodnikiem klubu Revolver Club Sumiswald, podobnie jak jego brat Emil.
Leibundgut raz w swojej karierze stał na podium mistrzostw świata. Miało to miejsce na zawodach w Rzymie w 1935 roku, gdzie wraz z kolegami z reprezentacji zdobył złoty medal w pistolecie dowolnym z 50 m (skład zespołu: Ernst Andres, Walter Büchi, Severin Crivelli, Ernst Flückiger, Fritz Leibundgut). Uzyskał jednak najsłabszy rezultat w szwajcarskiej drużynie.

## Medale mistrzostw świata
Opracowano na podstawie materiałów źródłowych:
| Mistrzostwa | Konkurencja                       | Wynik                                               | Miejsce |
| ----------- | --------------------------------- | --------------------------------------------------- | ------- |
| Rzym 1935   | Pistolet dowolny, 50 m, drużynowo | 2634 pkt. (druż.) 514 pkt. ind. (83–86–83–86–90–86) |         |